# Cephaloidophora ozakii
Cephaloidophora ozakii is een soort in de taxonomische indeling van de Myzozoa, een stam van microscopische parasitaire dieren. Het organisme komt uit het geslacht Cephaloidophora en behoort tot de familie Cephaloidophoridae. Cephaloidophora ozakii werd in 1958 ontdekt door Hoshide.